# Seznam postav seriálu Oteckovia
Seznam postav seriálu Oteckovia uvádí postavy, vystupující ve slovenském televizním seriálu Oteckovia. 

## Obsazení
| Herec             | Postava                              | Přezdívka                | Povolání                   | Poznámka |
| Rodina Oravcových | Rodina Oravcových                    | Rodina Oravcových        | Rodina Oravcových          | Rodina Oravcových |
| ----------------- | ------------------------------------ | ------------------------ | -------------------------- | --- |
| Marek Fašiang     | MVDr. Tomáš Oravec                   | Tomino, Ofinka           | veterinář                  | otec Julie Oravcové, bývalý přítel Lindy Mackové, Mati, Lenky Chalúpkové, Alice Longauerové, Sisy Drobné a Radky, později manžel Grety Smrekové |
| Andrea Blesáková  | MUDr. Alena Oravcová, roz. Vágnerová | –                        | lékařka                    | zesnulá manželka MVDr. Oravce, matka Julie Oravcové (v seriálu nehrála, pouze se vyskytuje na fotografiích)                                     |
| Eva Pavlíková     | MUDr. Marika Vágnerová               | Rároha                   | bývalá lékařka, důchodkyně | tchyně MVDr. Oravce, matka Aleny Oravcové, partnerka npor. Bielika                                                                              |
| Laura Gavaldová   | Julia Oravcová                       | Julka, Pipi, Julča Fulča | žákyně ZŠ                  | dcera Tomáše a Aleny Oravcových |

| Herec                                             | Postava                              | Přezdívka          | Povolání                                             | Poznámka |
| rodina Bobulových                                 | rodina Bobulových                    | rodina Bobulových  | rodina Bobulových                                    | rodina Bobulových |
| ------------------------------------------------- | ------------------------------------ | ------------------ | ---------------------------------------------------- | --- |
| Vladimír Kobielsky                                | Marek Bobula                         | Zajko,Marek,Tatino | majitel, zástupce ředitele a údržbář v soukromé ZŠ   | otec Niny, Viktórie a Marka Bobulových a Samuela, manžel Tamary Bobulové, bratr Lucie Bielikové, bývalý přítel Petry Horváthové |
| Zuzana Mauréry                                    | PaedDr. Tamara Bobulová, roz. Maková | Tamarka, Buchtička | majitelka a ředitelka soukromé ZŠ                    | manželka Marka Bobuly, matka Niny a Viktórie Bobulových, sestra Adama Maka                                                      |
| Natália Puklušová                                 | Petra Horváthová                     | Peťuška, Zajko     | kadeřnice a recepční ve fitcentru Smile Fit          | bývalá přítelkyně Marka Bobuly, matka Marka Bobuly ml., sestra Emy Beckerové                                                    |
| Gabriela Dzuríková                                | Jarmila                              | Jarmilka           | prodavačka langošů a trenérka ve fitcentru Smile Fit | matka Samuela, bývalá milenka Marka Bobuly a Vladimíra Bielika                                                                  |
| Karina Qayumová                                   | Nina Bobulová                        | Ninka, Ninuš       | studentka gymnázia                                   | dcera Marka a Tamary Bobulových, přítelkyně Dominika Záruby                                                                     |
| Izabela Gavorníková                               | Viktória Bobulová                    | Viki, Vikinka      | žákyně ZŠ                                            | dcera Marka a Tamary Bobulových                                                                                                 |
| Patrik Kučera (2018–2019) Jakub Janoško (od 2020) | Marek Bobula ml.                     | Mareček, Bobo      | –                                                    | syn Marka Bobuly a Petry Horváthové                                                                                             |
| Roman Gažo                                        | Samuel                               | Samo               | opravář elektrospotřebičů                            | syn Marka Bobuly a Jarmily |

| Herec              | Postava                               | Přezdívka            | Povolání                        | Poznámka                                                                                              |
| rodina Bielikových | rodina Bielikových                    | rodina Bielikových   | rodina Bielikových              | rodina Bielikových                                                                                    |
| ------------------ | ------------------------------------- | -------------------- | ------------------------------- | --- |
| Filip Tůma         | Vladimír Bielik                       | Vlado, Laďo, Expert  | majitel pizzerie Pizza Luccia   | otec Lukáše, Filipa, Jakuba a Vladimíry Bielikových, manžel Lucie Bielikové                           |
| Monika Hilmerová   | Lucia Bieliková, roz. Bobulová        | Lucka, Lucinka, Lucy | majitelka pizzerie Pizza Luccia | manželka Vladimíra Bielika, matka Lukáše, Filipa, Jakuba a Vladimíry Bielikových, sestra Marka Bobuly |
| Pavol Topoľský     | npor. v. v. JUDr. Vladimír Bielik st. | Kapitán, Opičiak     | policista ve výslužbě           | otec Vladimíra Bielika, tchán Lucie Bielikové, partner MUDr. Vágnerové                                |
| Oliver Oswald      | Lukáš Bielik                          | Luky                 | majitel fastfoodu Lu(c)ky foot  | syn Vladimíra a Lucie Bielikových, bývalý přítel Doroty Šípkové, Tao a Terezy                         |
| Jakub Horák        | Filip Bielik                          | Fifo, Fifko          | student gymnázia                | syn Vladimíra a Lucie Bielikových                                                                     |
| Maroš Baňas        | Jakub Bielik                          | Kubo, Kubko          | žák ZŠ                          | syn Vladimíra a Lucie Bielikových                                                                     |
| Marcela Mariánková | Vladimíra Bieliková                   | Vlaďka               | –                               | dcera Vladimíra a Lucie Bielikových                                                                   |

| Herec                      | Postava          | Přezdívka        | Povolání                      | Poznámka                                                 |
| rodina Hlavatých           | rodina Hlavatých | rodina Hlavatých | rodina Hlavatých              | rodina Hlavatých                                         |
| -------------------------- | ---------------- | ---------------- | ----------------------------- | -------------------------------------------------------- |
| Ján Koleník                | Adam Mak         | Aďo              | majitel fitcentra Smile Fit   | přítel Zuzany Hlavaté, bratr Tamary Bobulové             |
| Kristína Vaculík Turjanová | Zuzana Hlavatá   | Zuza             | majitelka fitcentra Smile Fit | přítelkyně Adama Maka, matka Rebeky a Nikolase Hlavatých |
| Lara Baranová              | Rebeka Hlavatá   | Beky             | studentka gymnázia            | dcera Iva a Zuzany Hlavatých                             |
| Daniel Rovňák              | Nikolas Hlavatý  | Niko             | žák ZŠ                        | syn Iva a Zuzany Hlavatých                               |

| Herec                        | Postava                      | Přezdívka            | Povolání                   | Poznámka |
| rodina Smrekových            | rodina Smrekových            | rodina Smrekových    | rodina Smrekových          | rodina Smrekových |
| ---------------------------- | ---------------------------- | -------------------- | -------------------------- | --- |
| Branislav Mosný              | Norbert Smrek                | Noro                 | manažer                    | otec Lujzy a Mimi Smrekových, bývalý manžel Gréty Smrekové, bývalý přítel Zdeny                                                                 |
| Alžbeta Bartošová            | Gréta Smreková, roz. Málková | Gretka               | květinářka                 | bývalá manželka Norberta Smreka, přítelkyně MVDr. Oravce, matka Lujzy a Mimi Smrekových                                                         |
| Zoe Kachútová                | Lujza Smreková               | Lujzinka             | žákyně ZŠ                  | dcera Norberta a Gréty Smrekových |
| Anna Valentína Vanková       | Miriam Smreková              | Mimi, Mimuška        | –                          | dcera Norberta a Gréty Smrekových |
| rodina Veselých a Švarcových |                              |                      |                            | |
| Daniel Žulčák                | Dávid Veselý                 | –                    | baskytarista               | otec Jonatána, Bruna a Olívie Veselých, bývalý partner Rii Švarcové, přítel Miši                                                                |
| Andrea Bučko                 | Ria Švarcová                 | –                    | zpěvačka                   | bývalá partnerka Dávida Veselého, přítelkyně Paľa, matka Jonatána, Bruna a Olívie Veselých, sestra Bunnyho Švarce, nevlastní sestra Mila Švarce |
| Branislav Jobus              | Rastislav Švarc              | Ringo                | manažer kapely Veselý band | otec Rii, Mila a Bunnyho Švarcových |
| Max Rosa                     | Jonatán Veselý               | Jony                 | student gymnázia           | syn Dávida Veselého a Rii Švarcové, přítel Lily                                                                                                 |
| Jakub Horanský               | Bruno Veselý                 | –                    | žák ZŠ                     | syn Dávida Veselého a Rii Švarcové |
| Sára Šalingová               | Olívia Veselá                | Olivka, Oli          | –                          | dcera Dávida Veselého a Rii Švarcové |
| Martin Klinčúch              | Milo Švarc                   | –                    | klávesák                   | nevlastní bratr Rii a Bunnyho Švarcových |
| Krištof Králik               | Bunny Švarc                  | –                    | bubeník                    | bratr Rii Švarcové, nevlastní bratr Mila Švarce, bývalý přítel Lenky Chalúpkové                                                                 |
| Šípkovi                      |                              |                      |                            | |
| Marián Miezga                | Juraj Šípka                  | Krtko                | trenér šermu               | otec Doroty Šípkové, bývalý milenec Lucie Bielikové                                                                                             |
| Zuzana Kraváriková           | Dorota Šípková               | Dorka                | studentka VŠ               | dcera Juraje Šípky, bývalá přítelkyně Lukáše Bielika                                                                                            |
| Mackovi                      |                              |                      |                            | |
| Mária Bartalos               | Linda Macková                | Linduška             | vychovatelka               | bývalá přítelkyně MVDr. Oravce a Jara Szaba (do června 2019)                                                                                    |
| Oľga Solárová                | Eva Macková                  | Evka, Evička         | důchodkyně                 | matka Lindy Mackové |
| Ladislav Konrád              | Ladislav Macko               | Laco, Lacko          | důchodce                   | otec Lindy Mackové |
| ostatní                      |                              |                      |                            | |
| Roman Poláčik                | JUDr. Ondrej Podzámsky       | Ondro, Pravítko      | advokát                    | bývalý manžel JUDr. Beckerové |
| Dávid Hartl                  | Eduard Karabinoš             | Eda, Edo Vševedo     | učitel na ZŠ               | přítel Lenky Chalúpkové |
| Richard Labuda               | Dominik Záruba               | Guten Tag            | student VŠ                 | přítel Niny Bobulové |
| Mária Schumerová             | Lenka Chalúpková             | –                    | servírka                   | bývalá přítelkyně MVDr. Oravce, bývalá přítelkyně Bunnyho Švarce, přítelkyně Eduarda Karabinoše                                                 |
| Lin Pham                     | Tao                          | Kung Pao             |                            | bývalá přítelkyně Lukáše Bielika |
| Kristina Sisková             | Tereza                       | Terka Kerka          | tatérka                    | bývalá přítelkyně Lukáše Bielika |
| Sarah Arató                  | Martina                      | Maťa                 | majitelka psího útulku     | bývalá přítelkyně MVDr. Oravce |
| Anna Jakab Rakovská          | Alica Longauerová            | –                    | učitelka na ZŠ             | bývalá přítelkyně MVDr. Oravce, bývalá učitelka v soukromé ZŠ (do října 2020)                                                                   |
| Marián Mitaš                 | Jaroslav Szabó               | Jaro, Jarino         | majitel stěhovací firmy    | bývalý přítel Lindy Mackové a Silvie Drobné, aktuálně ve vězení                                                                                 |
| Jana Labajová                | Radka                        | –                    | trenérka jezdectví         | bývalá přítelkyně MVDr. Oravce |
| Monika Šagátová              | Zdena                        | Zdenka, Zdenička     | manažerka                  | bývalá přítelkyně Norberta Smreka |
| Matúš Kvietik                | Pavol                        | Paľo, Paľko, Trpimír | účetní                     | přítel Rii Švarcové |
| Martina Kapráliková          | Lily                         | –                    | studentka gymnázia         | přítelkyně Jonatána Veselého |
| Barbora Švidraňová           | Michaela                     | Miša                 | muzikantka                 | přítelkyně Dávida Veselého |
| Richard Stanke               | Igor                         |                      | šéf Lucie                  | |